# Schweina (Bad Liebenstein)
Schweina – dzielnica miasta Bad Liebenstein w Niemczech, w kraju związkowym Turyngia, w powiecie Wartburg. Do 30 grudnia 2012 samodzielna gmina, pełniąca funkcję "gminy realizującej" (niem. "erfüllende Gemeinde") dla gminy wiejskiej Steinbach.

## Współpraca
Miejscowość partnerska:
- Leopoldshöhe, Nadrenia Północna-Westfalia